# Rouvres (Eure-et-Loir)
Rouvres – miejscowość i gmina we Francji, w Regionie Centralnym, w departamencie Eure-et-Loir.
Według danych na rok 1990 gminę zamieszkiwało 666 osób, a gęstość zaludnienia wynosiła 41 osób/km² (wśród 1842 gmin Centre, Rouvres plasuje się na 565. miejscu pod względem liczby ludności, natomiast pod względem powierzchni na miejscu 821.).